# Grenay (Isère)
Grenay ist eine französische Gemeinde mit 1.632 Einwohnern (Stand: 1. Januar 2022) im Département Isère in der Region Auvergne-Rhône-Alpes; sie gehört zum Arrondissement Vienne und zum Kanton La Verpillière. Die Bewohner werden Grenaisiens und Grenaisiennes genannt.

## Geografie
Die Gemeinde Grenay liegt an der Grenze zum Département Rhône, 22 Kilometer ostsüdöstlich von Lyon. Umgeben wird Grenay von den Nachbargemeinden Saint-Laurent-de-Mure im Westen und Norden, Satolas-et-Bonce im Nordosten, Saint-Quentin-Fallavier im Osten und Süden, Heyrieux im Süden sowie Saint-Pierre-de-Chandieu im Südwesten. Durch das Gemeindegebiet führt die A 43.

## Bevölkerungsentwicklung
| Jahr                       | 1962 | 1968 | 1975 | 1982 | 1990 | 1999 | 2006 | 2013 | 2021 |
| -------------------------- | ---- | ---- | ---- | ---- | ---- | ---- | ---- | ---- | ---- |
| Einwohner                  | 451  | 490  | 514  | 715  | 1016 | 1196 | 1391 | 1551 | 1635 |
| Quellen: Cassini und INSEE |      |      |      |      |      |      |      |      |      |

## Sehenswürdigkeiten

Kirche Saint-Pierre

- Kirche Saint-Pierre
- Pfarrhaus
- Römische Siedlungsreste
- zwei Wassertürme